# لایوش پوشا
لایوش پوشا (به مجاری: Pósa Lajos) ریاضی‌دان مجارستانی است که در زمینه ترکیبیات کار می‌کند.

## زندگی
لایوش پوشا در بوداپست در ۹ دسامبر ۱۹۴۷ متولد شد. پدر او شیمی‌دان بود و مادرش معلم ریاضی بود. او یک کودک نابغه به حساب می‌آمد. هنگامی که در مدرسه ابتدایی بود، آموزگارش روژا پیتر، که دوست مادرش بود، او را به پل اردیش معرفی کرد. پل اردیش او را به ناهار در یک رستوران دعوت کرد، و از او مسئله‌های ریاضی بسیاری پرسید. پوشا مسئله‌ها را قبل از اینکه ناهارش را تمام کند حل کرد، که این مسئله اردیش را تحت تاثیر قرار داد.